# رود ویشرا (استان نووگورود)
رود ویشرا (انگلیسی: Vishera) یک رودخانه در استان نووگورود کشور روسیه است.